# میتو (سقز)
میتو یک روستا در ایران است که در دهستان تیلکوه واقع شده‌است. میتو ۱۲۰ نفر جمعیت دارد.